# Жан Фроасар
Жан Фроаса́р (фр. Jean Froissart, род. в 1333 или в 1337 г. във Валансиен, † ок. 1405 г.) е френски писател от XIV век, автор на знаменитите „Хроники“ – най-важният източник по история за началния етап на Стогодишната война.

## Творчество
„Хроники“ се състои от 4 книги.
Особен интерес за изследователите представлява „Книга I“, известна с няколко редакции. Има три основни редакции: „Амиенски манускрипт“, „Манускрипт на семейство А/В“ и „Римски манускрипт“.
„Амиенски манускрипт“ достига до нас само в един екземпляр, който е изпълнен от неизвестен копист не след 1491 г.
„Манускрипт на семейство А/В“ се съхранява в няколко десетки екземпляра, които не са систематизирани.
„Римски манускрипт“ достига до нас само в един екземпляр.

## Биография
В младежките си години Фроасар е търговец за известно време, след това работи като писар.
Към 24-тата си година разполага вече с препоръка от краля на Бохемия, атестващ го като придворен поет, и в 1361 – 1369 служи като хронист (историк) в двора на английската кралица Филипа дьо Ено, съпруга на Едуард III.
Фроасар много пътешества по Британските острови и континентална Европа. През 1364 и 1366 г., посещава Франция.
През 1367 – 1368 г. се намира в Италия, заедно с Джефри Чосър и присъства на сватбата на Галеацо II Висконти в Милано; в Болоня се запознава с Петрарка.